# Sultanzâde Pîr Ahmed Bey
Sultanzâde Pîr Ahmed Bey fou amir o beg (bey) de la dinastia dels Karaman-oğhlu o Karamanoğulları, sovint anomenada també karamànida o dels karamànides. Era fill de Damad II İbrahim Bey i d'una princesa otomana filla de Mehmet I Çelebi.
Poc abans de la mort del seu pare, aprofitant que aquest estava greument malalt, Sultanzâde Pîr Ahmed Bey va donar un cop d'estat amb suport de molts amirs de la zona de Konya, i va agafar el poder. L'hereu designat Sultanzâde İshak Bey i el seu pare van fugir a la fortalesa de Geveli, propera a Konya, però Ibrahim va morir abans d'arribar-hi.
Pir Ahmed va fer un pacte amb Ishak i es van repartir l'estat: Pir Ahmed rebia la major part amb Konya de capital, i Ishak tindria el Iç-Il amb Silifke de capital. Ishak però no estava satisfet i amb l'ajut d'Uzun Hasan dels aq qoyunlu, va expulsar de Konya al seu germanastre amb l'ajuda otomana derrotant-lo la batalla de Dağpazarı (avançat 1464 o principis de 1465); Pir Ahmed es va refugiar amb l'otomà Mehmet II que li va cedir un contingent militar amb el qual va derrotar Ishak i va recuperar el poder (1465) incloent Silifke. Ishak es va refugiar amb Uzun Hasan i va morir poc després. El 1468 els otomans van fer una campanya a Karaman i Pîr Ahmed va fugir a l'est i el radical Rum Mehmed Pasha (després gran visir) que era d'origen grec, fou encarregat de les deportacions dels habitants d'alguns pobles de l'emirat de Karaman (Laranda i Konya), generalment artesans i professionals i va actuar durament, sent acusat d'actuar com un grec contra els musulmans, però el sultà va recompensar el seu zel nomenant-lo gran visir. La seva duresa amb la població de Karaman va provocar l'aixecament dirigit pels prínceps locals Sultanzâde Pîr Ahmed Bey i Kasım Bey que es van apoderar de Laranda. Rum Mehmed va fer una ràpida contraofensiva, va destruir Laranda i Eregli (1469) i totes les propietats privades i wakfs foren confiscats i passaren a ser dominis de l'estat (miri) amb els quals es van crear timars pels servidors del sultà. Va atacar Alanya però no la va ocupar, sembla que perquè estava casada amb una germana de Kilidj Arslan, darrer bey d'Alanya. Llavors va perseguir a la tribu dels varsaks però aquests li van causar una greu derrota a les muntanyes del Taure que finalment li va costar el càrrec.
Mehmet II va decidir el final de l'existència política de l'estat i el 1475 el beilicat fou integrat a l'Imperi Otomà, tot i que les terres restaven en feu al príncep karamànida. Pir Ahmed va morir el mateix any i el va succeir el seu germà o germanastre Kasım Bey.